# Rondo (vitigno)
Rondo è una uva a bacca nera, usata per vinificare, producente un vino rosso.

## Storia
La pianta che la produce è un ibrido inter-specifico creato dal Professore V. Kraus della allora Cecoslovacchia, ottenuto da incrocio tra “Zarja severa” (un ibrido derivato dalla Vitis amurensis) e da uva Vitis vinifera Pinot St. Laurent.
Kraus donò il prodotto a Helmut Becker (1927-1990) del Geisenheim Grape Breeding Institute, che condusse ulteriori sperimentazioni sulla pianta usando una designazione protetta di questo Istituto -Geisenheim 6494-5 (Gm 6494-5)-, mantenuta fino al 1997.
Derivata dalle caratteristiche della antenata Vitis amurensis la pianta presenta un'elevatissima resistenza al freddo invernale, ed un'ottima resistenza alle malattie micotiche, oltre ad una buona capacità di maturare anche con temperature relativamente basse. È una vite a maturazione notevolmente precoce.
Comunque in postazioni particolarmente sfavorevoli sono consigliabili trattamenti contro l'Oidio.

## Zone di coltivazione
L'uva Rondo è coltivata in diverse regioni dei paesi nordici europei, dove le normali varietà europee a bacca rossa non riescono a raggiungere la maturità.
In tali zone riesce ad avere un buon colore, ed un discreto aroma.
La vite è sporadicamente coltivata nelle regioni vinicole della valle del Reno, ed in diversi paesi del Nord Europa, come Danimarca, Inghilterra, Irlanda, Paesi Bassi, Paesi Baltici e Svezia.
Il vino prodotto è di colore rosso rubino, raramente tale uva è vinificata in purezza, di norma è usata per miscele.